# Симеон (Никольский)
Епи́скоп Симео́н (в миру Семён Я́ковлевич Нико́льский; 26 января (6 февраля) 1845 — 27 июня 1922, Армавир) — епископ Русской православной Церкви, епископ Армавирский, викарий Кубанской епархии, миссионер, проповедник.

## Биография
В 1866 году окончил Владимирскую духовную семинарию по первому разряду. Служил в храмах Владимира.
В 1875 году за какой-то проступок ему было запрещено священнослужение, и он назначен учителем.
В 1880 году ему разрешено священнослужение. С 1881 года назначен настоятелем храма в честь Казанской иконы Божией Матери в Выползовой Слободке. Он очень много писал во Владимирских губернских ведомостях по истории храмов Владимирской земли.
В 1895 году окончил Московскую духовную академию со степенью кандидата богословия и был назначен епархиальным миссионером в Ставрополь.
В 1897 году награжден орденом св. Александра Невского.
В 1898 году пожалован орденом св. Анны 3-й ст., а в 1909 году — 2-й ст. В 1901 году о личности иерея Симеона Никольского отзывались так: «О. Симеон умеет отправлять Богослужение так, что все присутствующие невольно втягиваются, с полным вниманием следят за ним и принимают в нем [богослужении] то или другое участие… говорит так, что каждый слушатель его понимает. В личных беседах он каждого терпеливо выслушивает и без разъяснения, доброго совета и слова утешения не отпускает».
В 1911 году начинает выходить приложение «Миссионерские известия», главным редактором которого стал протоиерей Симеон Никольский.
Был «пожизненным членом общества восстановления христианства на Кавказе», членом Ставропольской учёной архивной комиссии.
Особенно он прославился своими проповедями. Имел огромная по тем временам личную библиотеку, которую он начал собирать ещё в годы службы во Владимирской епархии; украсил её экслибрисом «Священник Симеон Иаковлевич Никольский».
Необходимость улучшения управления обширной Кубано-Черноморской епархией обусловила создание Армавирского викариатства. Это мероприятие не могло состояться без санкции Патриарха и Синода. Открытие кафедры в Армавире уместно отнести к периоду с апреля по август 1921 года, потому что в сентябрьском письме Н. В. Нумерова викариатство уже называется «только что утвержденным». Протоиерей Симеон ещё в годы своей службы миссионером довольно часто посещал Армавир и подолгу находился там. В «Кратких сведениях по истории открытия самостоятельной Краснодарской епархии…» епископа Кубанского и Краснодарского Флавиана (Иванова), епископ Симеон назван «бывшим только в рясофоре». Точную дату пострига и хиротонии установить не удалось.
Новой Армавирское викариатство было образовано в границах Армавирского отдела (до 12.11.1920 года — Лабинского) и включала в свой состав некоторые населенные пункты Баталпашинского отдела (до его упразднения 22.02.1922 г.). Преосвященный Симеон совершал богослужения не только в Армавире, но и в станицах епархии, а также довольно часто сослужил в Краснодаре управляющему епархией епископу (с 1922 года — архиепископу) Кубанскому и Краснодарскому Иоанну (Левицкому). Епископ Симеон совершал диаконские и священнические хиротонии, назначал на служение духовенство в пределах своей полусамостоятельной епархии. Большая популярность и известность епископа Симеона среди жителей Кубани и Ставрополя привлекала на каждое его богослужение сотни верующих. Имея богатый проповеднический опыт, накопленный в течение десятилетий миссионерского служения, епископ Симеон призывал оставаться верными Христу и Его заповедям. С 1921 года священники Л. Ф. Дмитриевский и М. Ф. Орлинский были главными помощниками епископа Симеона в управлении епархией и административных делах.
27 июня 1922 года скончался в Армавире от холеры.

## Сочинения
- Православие и единоверие в их взаимоотношениях : Слово при освящении молитв. дома в честь Пресвятые Троицы для единоверцев в станице Темижбек., Кубан. обл. 1898
- История церквей Антиохийской и Константинопольской, за время святого Иоанна Златоуста по его творениям : Отд. 1-2. — Ставрополь-Кавказский : типо-лит. Т. М. Тимофеева, 1905. — 395 с.
- Ставропольское епархиальное церковно-археологическое общество в первом десятилетии своего существования и деятельности. — Ставрополь : Типолитогр. Т. М. Тимофеева, 1905. — 232, VII, 7 с.
- Краткий катихизис основных начал веры новоизраильской общины и опровержение содержащихся в нём лжеучений. — Санкт-Петербург, 1907.
- Сведения о состоянии миссии в Ставропольской епархии в 1907 году. — Ставрополь губернский, 1908.
- Ведомость о состоянии сектантства и раскола в Ставропольской епархии за 1907 год // Ставропольские епархиальные ведомости. 1908. 28 июня
- Указатель статей неоффициальной части Кавказских-Ставропольских Епархиальных Ведомостей за тридцати-пяти-летний период времени их издания, 1873—1907 годы.. — Ставрополь. 1907
- «Новый Израиль», новая фракция хлыстовства. Часть 2. Хлыстовское толкование слова Божия. Вып. 1. — Ставрополь-Губернский : Типолитогр. Т. М. Тимофеева, 1908. — 68 с.
- К вопросу о персидских мощах у раскольников / Симеон Никольский, протоиерей. — К.: Тип. Корчак-Новицкого, 1908. — 13 с.
- Краткий катехизис основных начал веры ново-израильской общины и опровержение содержащихся в нём лжеучений. — СПб. : В. М. Скворцов, 1912. — 32 с. — (Народно-миссионерская библиотечка).
- Памяти героини долга сестры милосердия Риммы Михайловны Ивановой. — Ставрополь на Кавказе : Типография губернского правления, 1916. − 76 с.